# Kang Ye-seo
Kang Ye-seo (tiếng Hàn: 강예서; sinh ngày 22 tháng 8 năm 2005) là một nữ ca sĩ và diễn viên người Hàn Quốc. Cô được biết đến nhiều nhất khi tham gia chương trình truyền hình thực tế sống còn của Mnet, Girls Planet 999 và xếp thứ 6 trong đêm chung kết và trở thành thành viên của nhóm Kep1er với vị trí em út của nhóm. Cô cũng là cựu thành viên của nhóm nhạc Hàn Quốc CutieL và Busters. Cô bắt đầu sự nghiệp diễn xuất của mình vào năm 2010 với một vai phụ trong bộ phim truyền hình MBC, Golden Fish. 미스터트롯2 투표

## Sự nghiệp

### 2019-nay: Ra mắt với Buster vàGirls Planet 999
Yeseo trở thành thành viên mới của Buster thay thế cho Minjung vào cuối tháng 1 năm 2019. Cô chính thức ra mắt với Buster vào ngày 31 tháng 7 năm 2019 với EP Pinky Promise. Vào ngày 6 tháng 8 năm 2020, cô thông báo sẽ rời khỏi nhóm để tập trung vào sự nghiệp diễn xuất và các hoạt động khác.
Vào ngày 17 tháng 8 năm 2021, Yeseo tham gia vào chương trình truyền hình thực tế sống còn của đài Mnet, Girls Planet 999. Trong đêm chung kết, cô xếp thứ 6 và sẽ ra mắt với tư cách thành viên của Kep1er. 불타는 트롯맨 투표

## Danh sách đĩa nhạc

### Girls Planet 999
| Album                                 | Bài hát                 |
| ------------------------------------- | ----------------------- |
| Girls Planet 999 – Creation Mission   | Utopia                  |
| Girls Planet 999 – Completion Mission | - Shine - Another Dream |

## Danh sách phim

### Phim điện ảnh
| Năm  | Phim                           | Vai                 | Ghi chú | Nguồn         |
| ---- | ------------------------------ | ------------------- | ------- | ------------- |
| 2012 | Fighting Family                | The Seahorse Family |         |               |
| 2013 | Điều kì diệu ở phòng giam số 7 | Choi Ji-yeon        |         | [ 7 ] [ 8 ]   |
| 2013 | Sprout                         | Yeseo               |         | [ 9 ]         |
| 2014 | Forgive Me                     | Young Min-ji        |         |               |
| 2017 | One Step                       | Young Si-hyun       |         | [ 10 ] [ 11 ] |

### Phim truyền hình
| Năm  | Phim                   | Kênh      | Vai                                 | Ghi chú         | Nguồn                |
| ---- | ---------------------- | --------- | ----------------------------------- | --------------- | -------------------- |
| 2010 | Golden Fish            | MBC       | Moon Seo-yeon                       | Gia đình Moon   |                      |
| 2010 | Smile, Mom             | SBS       | Shin Yoo-ra                         |                 |                      |
| 2011 | Brain                  | KBS2      | Choi Ryu-bi                         | Nhân vật hỗ trợ | [ 12 ] [ 13 ]        |
| 2011 | Men Cry                | KBS       | Lim Ju-hee                          |                 |                      |
| 2011 | Duet                   | KBS       | Han Joon-hwi                        |                 |                      |
| 2012 | The Korean Peninsula   | TV Chosun | Rim Jinjae                          |                 |                      |
| 2012 | Angel's Choice         | MBC       | Con gái của Yoo-ran và Sang-ho      |                 | [ 14 ]               |
| 2012 | Dream of the Emperor   | KBS1      | Young Princess Yeonhwa              |                 |                      |
| 2013 | Flower of Revenge      | JTBC      | Yoo Ye-ji                           |                 | [ 15 ]               |
| 2017 | Ancient Beast          | SBS       | Song Ha-eun                         |                 |                      |
| 2019 | Abyss                  | tvN       | Young Jang Heejin và Young Oh Sujin |                 | [ 16 ] [ 17 ] [ 18 ] |
| 2020 | Diary of a Prosecutor  | JTBC      | Yang Eun-jung                       |                 | [ 19 ]               |
| 2021 | Cheat on Me If You Can | KBS2      | Park Yeo-ju                         |                 | [ 20 ] [ 21 ]        |
| 2021 | Bossam: Steal the Fate | MBN       | Kim Hye-yoon                        |                 | [ 22 ] [ 23 ]        |

### Chương trình tạp kỹ
| Năm  | Chương trình     | Kênh | Vai trò  | Ghi chú                | Nguồn  |
| ---- | ---------------- | ---- | -------- | ---------------------- | ------ |
| 2021 | Girls Planet 999 | Mnet | Thí sinh | Xếp thứ 6/9 chung cuộc | [ 24 ] |